# Spital (Schwäbisch Gmünd)

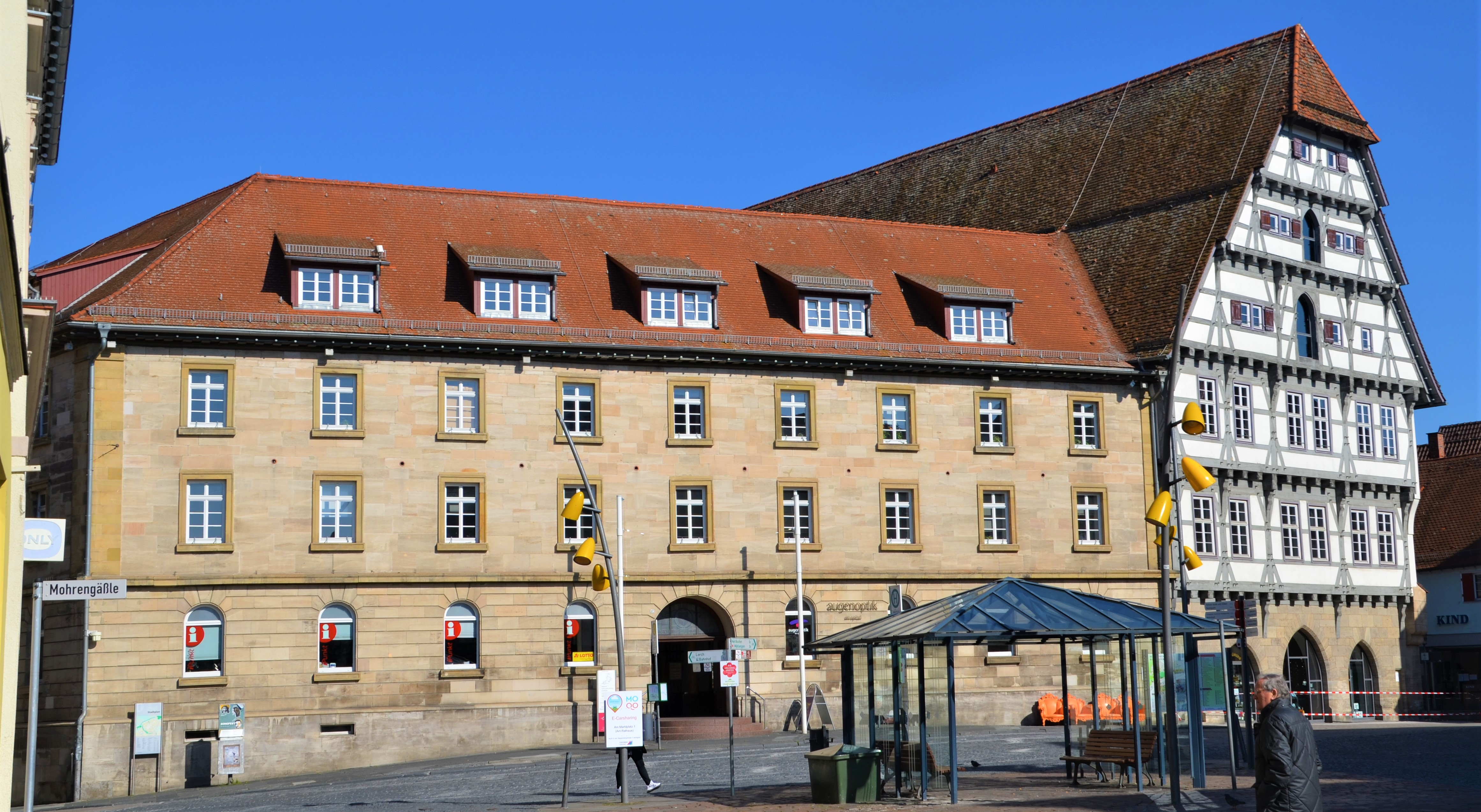
Das Spital vom Marktplatz gesehen mit dem großen Fachwerkamtshaus von 1434

Das Spital, auch Hospital zum Heiligen Geist oder Heiliggeistspital, ist ein Komplex mit großem, begrüntem Innenhof am nördlichen Marktplatz in Schwäbisch Gmünd, der zu Versorgung von Alten, Pflegebedürftigen und Kranken diente und bis heute ein Pflegeheim und „betreutes Wohnen“ beherbergt. Bis zu seiner Auflösung 1984 galt das Spital als das älteste bestehende Krankenhaus Deutschlands. Die Gmünder Hospitalstiftung besteht seit 1269 bis heute.

## Geschichte

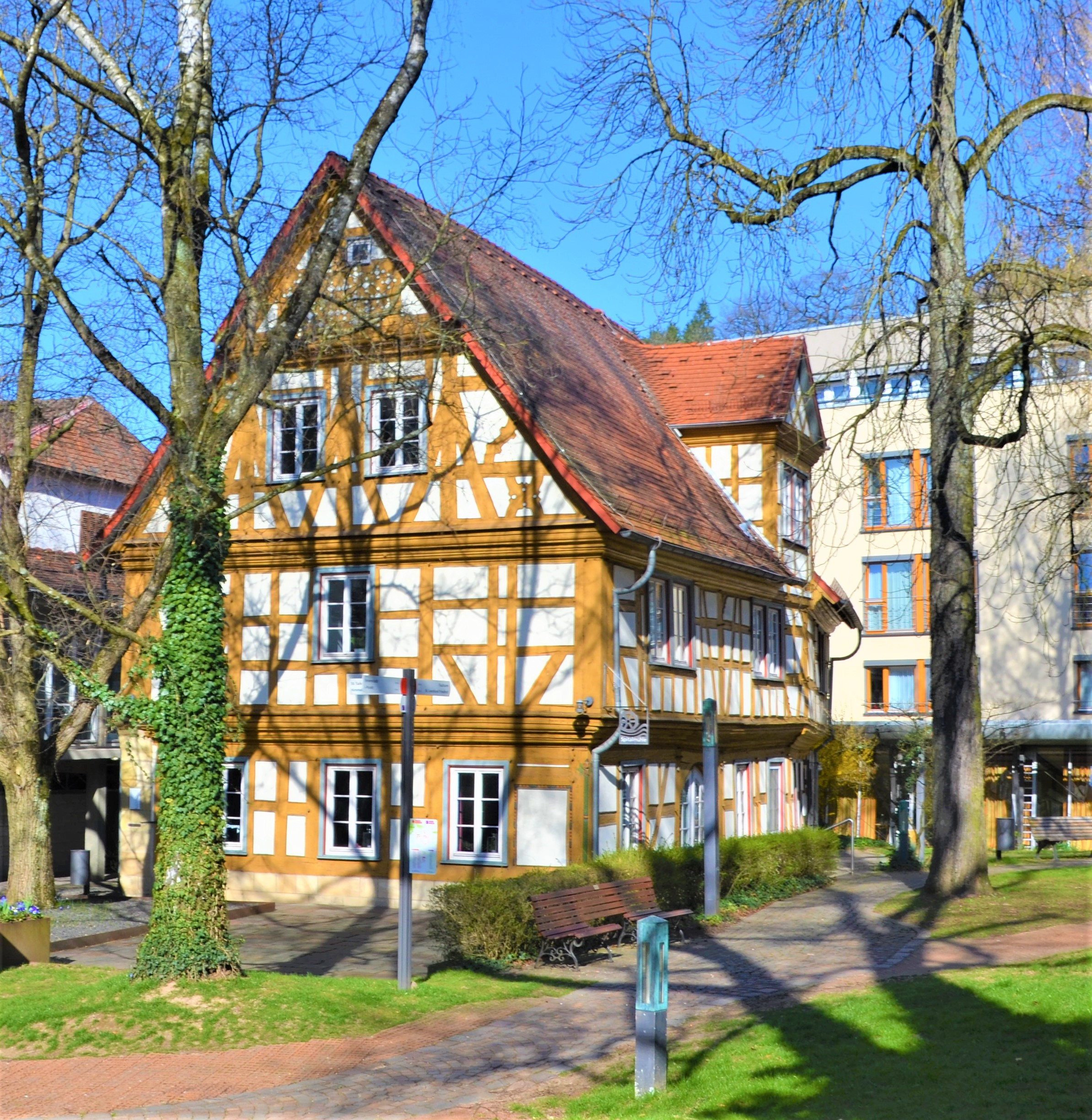
Spitalmühle im Innenhof mit Erscheinungsbild aus dem 16. Jahrhundert

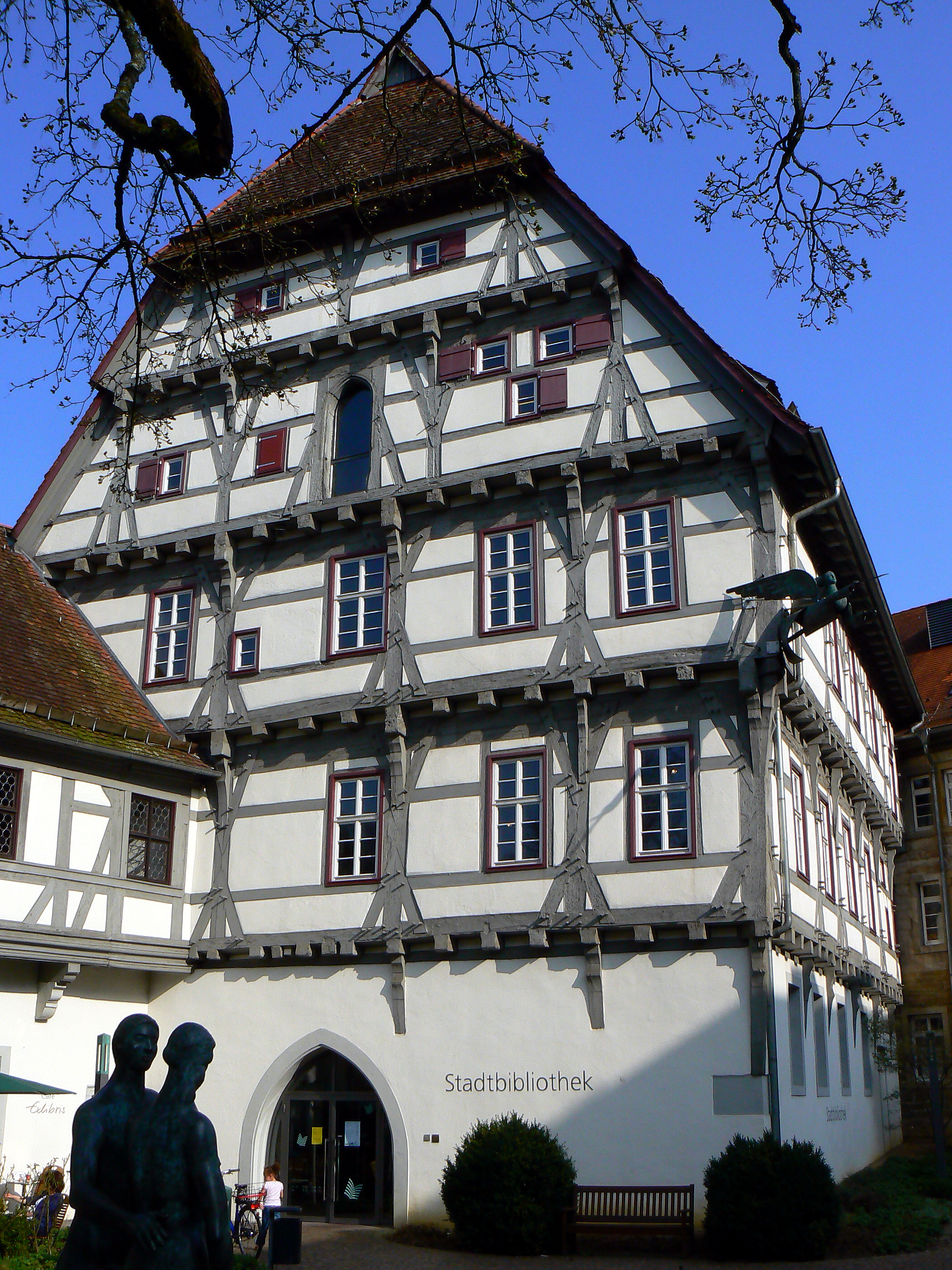
Amtshaus vom Innenhof gesehen, links am Rand ein Teil des Uhrenstubenbaus

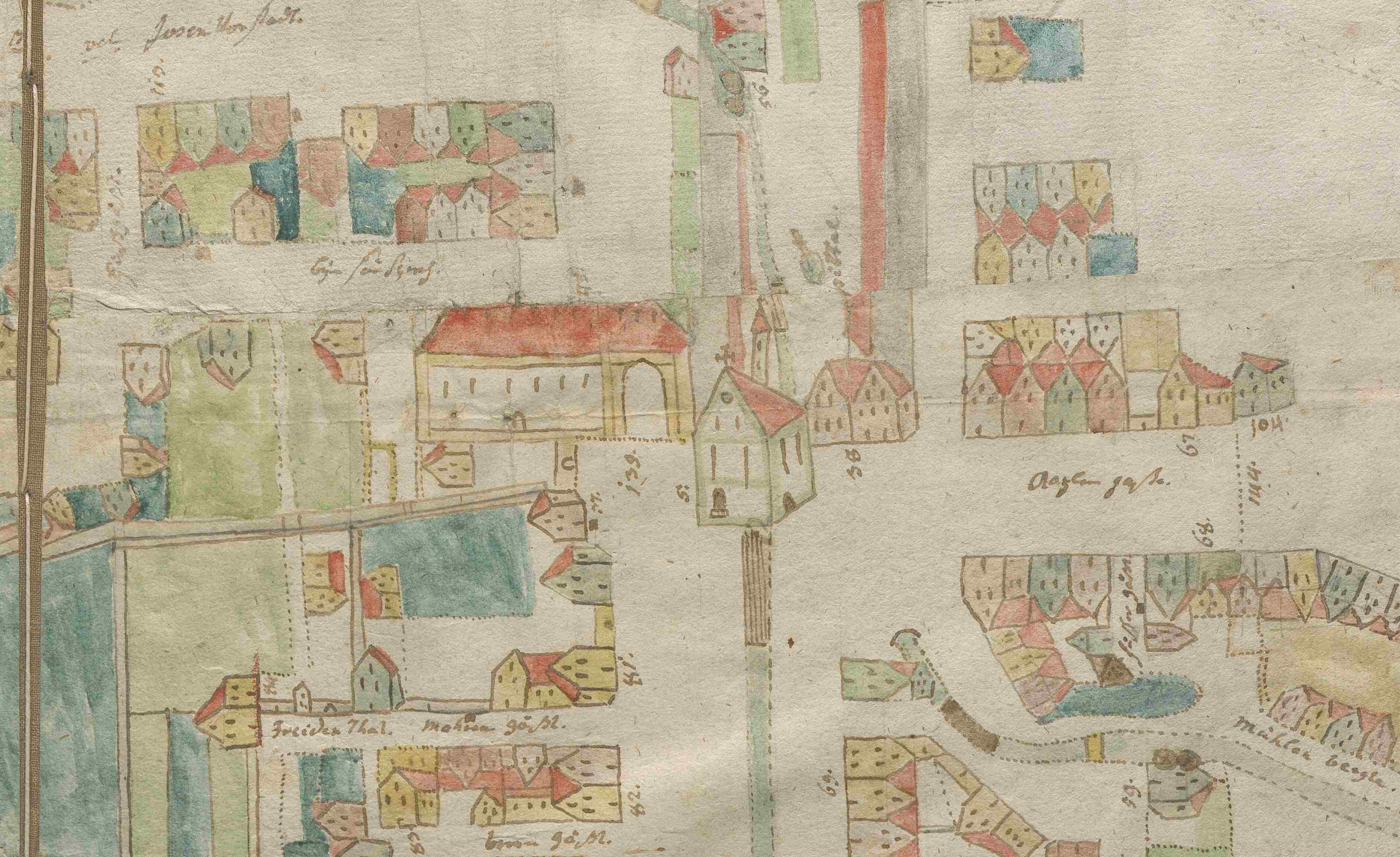
Spital mit alter Spitalkirche aus dem Stadtplan von Dominikus Debler

Die Gründung des Spitals wird auf kurz vor 1269 datiert, da die Spitalbrüder in diesem Jahr am 8. Juni die Erlaubnis durch den Bischof Hartmann von Augsburg bekamen, eine Kapelle auf ihrem Grundstück zu erbauen. Zum 1. Januar 1269 wurde bereits die Spitalstiftung ins Leben gerufen. Diese Stiftung, seit 1954 als gemeinnützig anerkannt, besteht bis heute fort. Die Satzung der Gmünder Hospitalstiftung sieht als Aufgaben die „Förderung und Unterstützung von Einrichtungen für Alte, Kranke und Hilfsbedürftige“ vor und steht damit in der Tradition des mittelalterlichen Stiftungszwecks.
Teile dieser Kapelle von 1269 waren sehr wahrscheinlich auch in der 1841 abgebrochenen Spitalkirche wiederzufinden, was sich aus der Beschaffenheit des Mauerwerks schließen ließ. 1364 ging das Spital an die Stadt Schwäbisch Gmünd über, wobei sich der Zuständigkeitsbereich des Spitals auf die Pfarreien Dewangen, Lautern, Mögglingen und Weiler in den Bergen samt Unterbettringen, sowie später auch Oberbettringen ausweitete. Ab dieser Zeit wurden auch vermehrt Kranke und Pflegebedürftige, die unerwünscht waren, in das Katharinenspital zu den Sondersiechen vor die Mauern der Stadt gebracht. Auf die Pfarreien Wetzgau, Bargau und die Gmünder Pfarreien war der Einfluss des Spitals ebenfalls sehr groß, was im 16. Jahrhundert dazu führte, dass die Gmünder Gebiete katholisch blieben. Das Spital war in dieser Zeit der größte Grundbesitzer im Gmünder Raum, was ihm unter anderem ermöglichte, sich selbst zu versorgen. Den Status als Selbstversorger behielt das Spital bis 1951, wozu es bis 1951 die Spitalscheuer unterhielt.
Im Jahr 1840 wurde der Neubau des Spitals beschlossen. Im Anschluss erfolgten umfangreiche Abbrucharbeiten, denen unter anderem auch 1841 die Spitalkirche zum Opfer fiel. 1846 wurde der Spitalneubau mit neuer, kleinerer Spitalkapelle übergeben. Nach dem Abbruch der Spitalscheuer 1951 wurde 1954 ein weiterer Krankenhausneubau eingeweiht, der damals mit fünf Geschossen der größte Profanbau der Stadt war. 1984 waren die Kapazitäten des Spitalkomplexes ausgeschöpft, sodass die Zeit des Krankenhauses nach über 700 Jahren im Heiliggeistspital zu Ende war. Trotzdem behielten Teile des Komplexes weiter ihre ursprüngliche Bestimmung als Einrichtung für alte und pflegebedürftige Menschen. Nach einem Wettbewerb im Jahr 1989 kam es dann zu den letzten großen Umbaumaßnahmen. Das Spitalamtshaus von 1434 wurde bis 1994 durch die Stuttgarter Architektenpartnerschaft Heckmann. Kristel. Jung von einem Krankenhausbau in eine Stadtbibliothek unter Sichtbarmachung des inneren mittelalterlichen Gefüges umgewandelt. Der Bau von 1954 wurde zum Pflegewohnheim ausgebaut und um einen Kapellbau erweitert, da die Spitalkapelle von 1840 mit der Schließung des Krankenhauses 1985 profaniert worden war. Die Spitalmühle von vor 1373 mit ihrem Erscheinungsbild aus dem 16. Jahrhundert wurde renoviert und zu einem Senioren-Begegnungszentrum umgebaut.

## Heutige Nutzung
Der Spitalkomplex ist heute sehr vielseitig genutzt. Der Krankenhausneubau von 1954 beherbergt das Altenpflegeheim, der Ostflügel des Spitals ein "betreutes Wohnen". Die holzvertäfelte Uhrenstube von 1596 wird   für Trauungen sowie als Gerichtssaal genutzt, die Erdgeschossräume dieses Baus dienen als Café. Der angrenzende große Fachwerkbau – das Amtshaus des Spitals – beherbergt heute die Stadtbibliothek, die ehemalige Spitalkapelle wird als Theater genutzt. Außerdem sind im Spitalkomplex die Touristeninformation und weitere Einrichtungen der Stadt untergebracht.
Der begrünte Innenhof wurde 1994 mit Bronzefiguren von Maria Kloss zum Thema Paradiesgarten gestaltet.